# Моравский, Карл Игнатьевич
Карл Игнатьевич Моравский (пол. Karol Morawski; 1767, Литва — 6 октября 1841, Заушье, Гродненская губерния) — генерал-майор русской армии, бригадный генерал армии Герцогства Варшавского. 

## Биография
Шляхтич герба Домброва. Родился около 1777 года в семье генерал-майора армии Речи Посполитой (независимой Польши) Игнатия Феликса Моравского (1744—1790) и его супруги Теофилы-Констанции, урождённой княжны Радзивилл (польск.; 1738—1807).
В Речи Посполитой служил в Армии Литовской (Речь Посполитая, сохраняя наследие Польско-Литовских уний, имела две армии — Великого княжества Литовского и Королевства Польского, именовавшиеся Армия Литовская и Армия Коронная соответственно). С 1789 года — полковник и командир полка. На стороне Польши участвовал в Русско-польской войне 1792 года, в частности, в неудачных для поляков сражениях под Брестом и под Миром. Поддержал Восстание Костюшко (1794), выехал к армии, но по дороге был пленён русскими войсками и сослан в Сибирь. 
По результатам событий 1792—1794 годов восток Речи Посполитой, в том числе земли, где находились поместья Моравского, отошёл к России. 
Уже в 1796 году Моравский был амнистирован императором Павлом I вместе с самим Тадеушем Костюшко и остальными участниками восстания. В 1797 году был принят на русскую службу с чином генерал-майора. При Александре I был дополнительно пожалован званием камергера.
В 1812 году, наряду со многими другими польскими аристократами, перешёл на сторону Наполеона. Служил в армии лояльного Наполеону Герцогства Варшавского. Являлся членом созванной им Генеральной конфедерации Королевства Польского. Участвовал в походе на Россию и Войне шестой коалиции 1813—14 годов на стороне Франции. 
После окончательного поражения Наполеона, был вторично амнистирован вместе со всеми остальными поляками и вернулся в Россию, где получил обратно свои поместья. 
Скончался в 1841 году в усадьбе Душково Минского уезда Минской губернии.

## Награды
- Орден Святого Станислава (Польша) (1790)
- Орден Пфальцского льва (Курфюршество Бавария; ок. 1790)
- Кавалерский крест ордена Virtuti Militari (1792)
- Кавалер ордена Почётного легиона (Франция; 1814)
- Кавалер Королевского ордена Обеих Сицилий (Неаполитанское королевство; 1814)
- Орден Святого Иоанна Иерусалимского (Российская империя; ок. 1798—1801; предположительно)